# Anairetes fernandezianus
Anairetes fernandezianus là một loài chim trong họ Tyrannidae. Đây là loài đặc hữu quần đảo Juan Fernández của Chile ở miền nam Đại Tây Dương.